# Hôtel de Royaumont
L'hôtel de Royaumont, est un ancien hôtel particulier du quartier des Halles, près de l'église Saint-Eustache à Paris, en France. Il est situé au 4, rue du Jour.

## Histoire
L'histoire de cet hôtel remonte à 1316 quand l'abbaye de Royaumont (près de Luzarches) devint propriétaire d'une maison à cet endroit. Trois siècles plus tard, en 1612 l'abbé de Royaumont, Philippe Hurault de Cheverny, fit détruire cette première bâtisse et construire à sa place un hôtel qui était encore visible au début de 1950. L'hôtel visible aujourd'hui - reconstruction du second semestre 1950- est une reconstitution fidèle de l'hôtel de 1612 dont seuls les caves, les soubassements des murs et le porche d'entrée ont été conservés.
Initialement résidence des abbés de l'abbaye, l'hôtel fut loué en 1625 par l'abbé, François de Sourdis, cardinal-archevêque de Bordeaux au comte François de Montmonrency-Bouteille, célèbre duelliste, qui devait mourir décapité le 22 juin 1627 pour avoir enfreint les édits sur le duel. Il fut occupé un temps par un cabinet littéraire puis, vendu à la Révolution comme bien national, il accueillit alors successivement différentes activités, notamment la vente de faïences, de boyaux ou de salaisons. Aujourd'hui, les nouveaux locaux abritent un commerce de luxe.

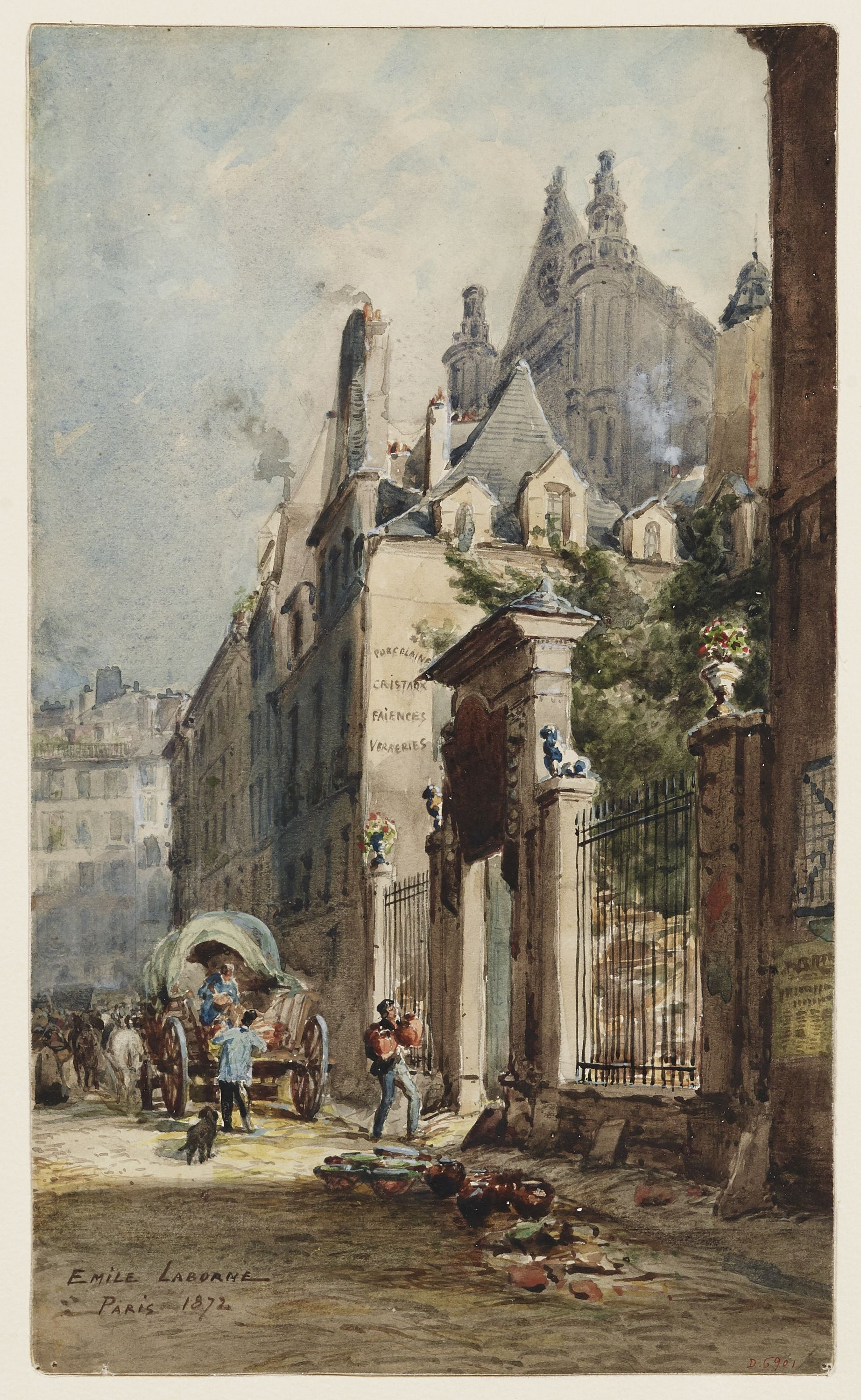
L'ancien hôtel de Royaumont, en 1872, occupé à cette date par une maison de porcelaine.
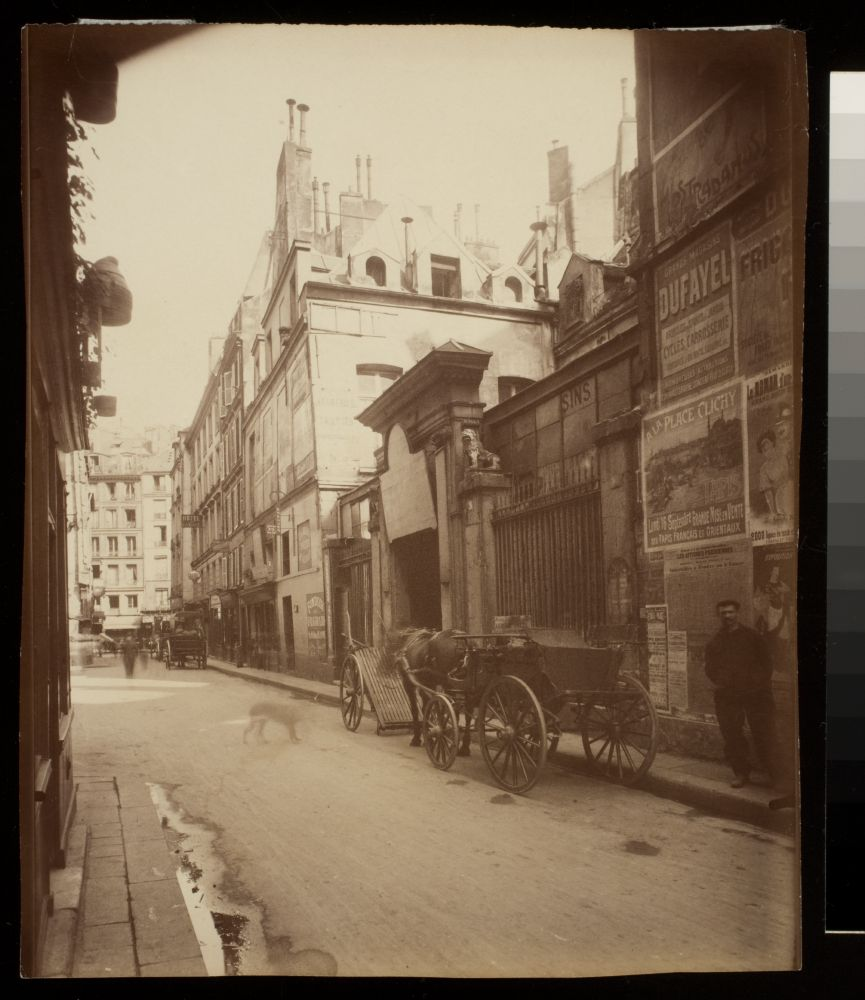
L'hôtel en 1907 (photographie d'Eugène Atget).
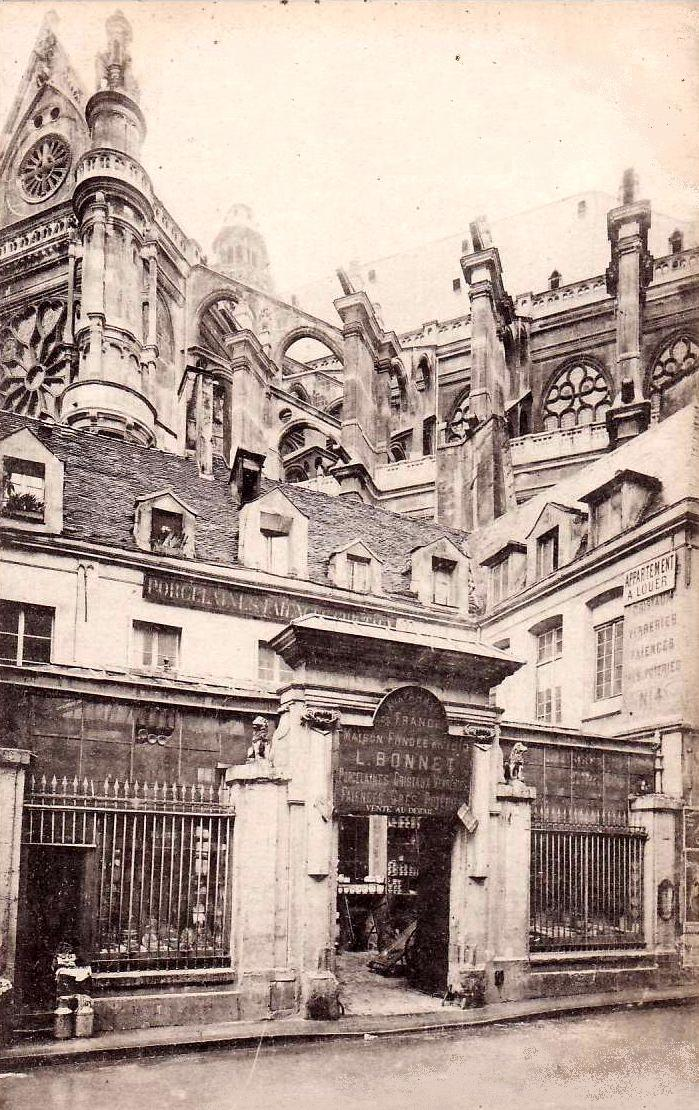
Hôtel de Royaumont au début du XXe siècle (avant sa destruction et reconstruction de 1950).
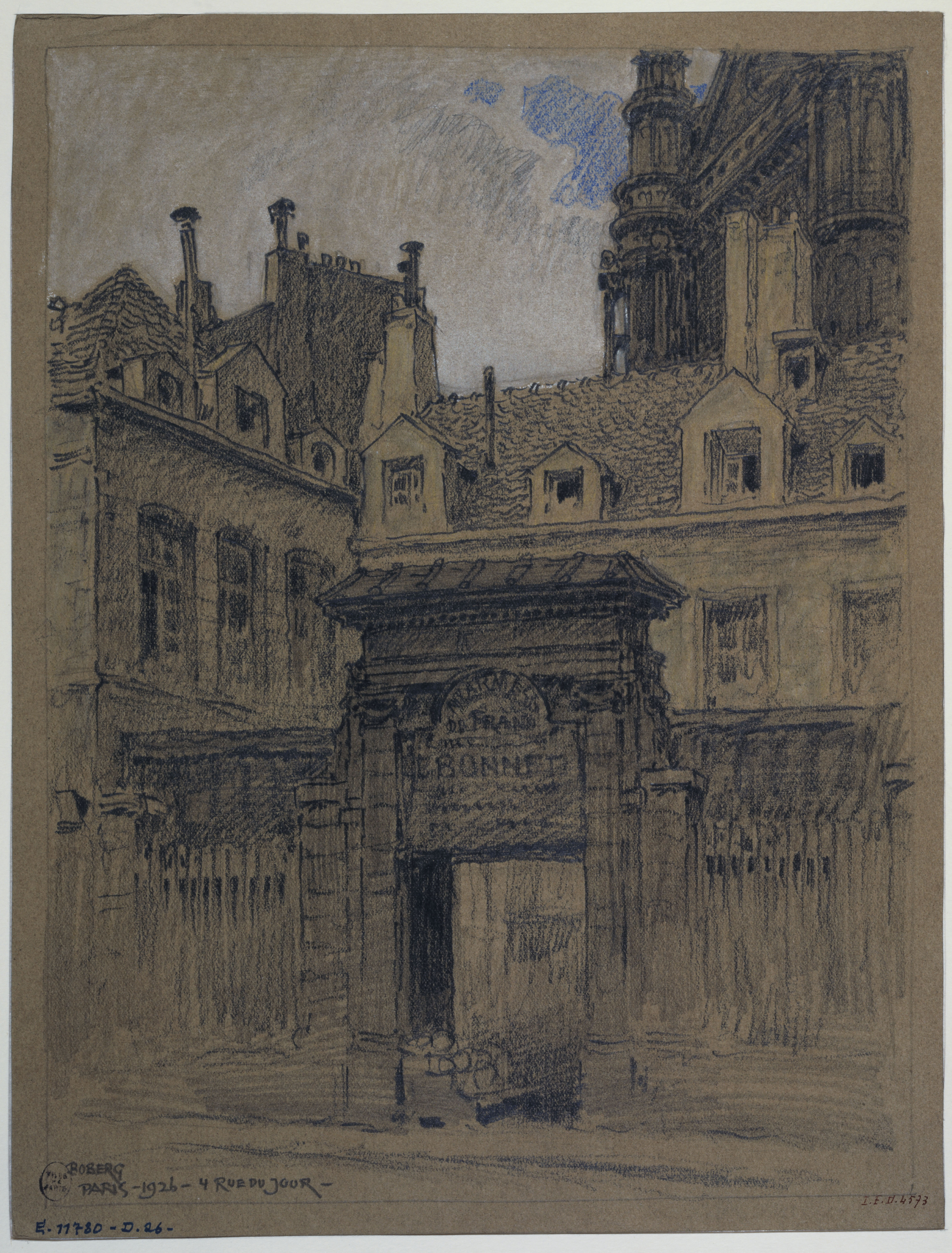
En 1926.

## Description
Le portail, constitué de deux pilastres ioniques soutenant un entablement droit, est le seul vestige extérieur de l'ancien hôtel de Royaumont.

Le porche de 1612
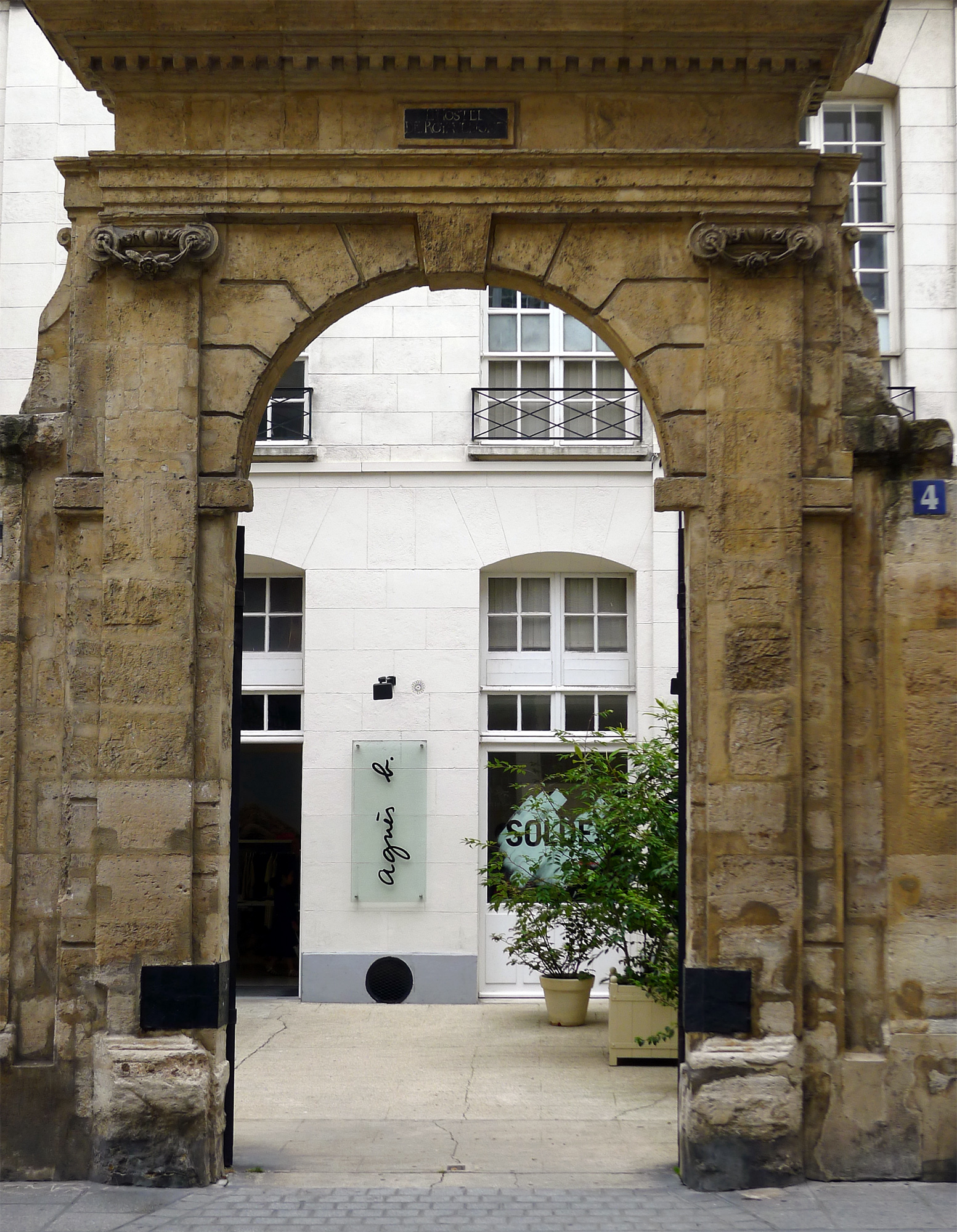
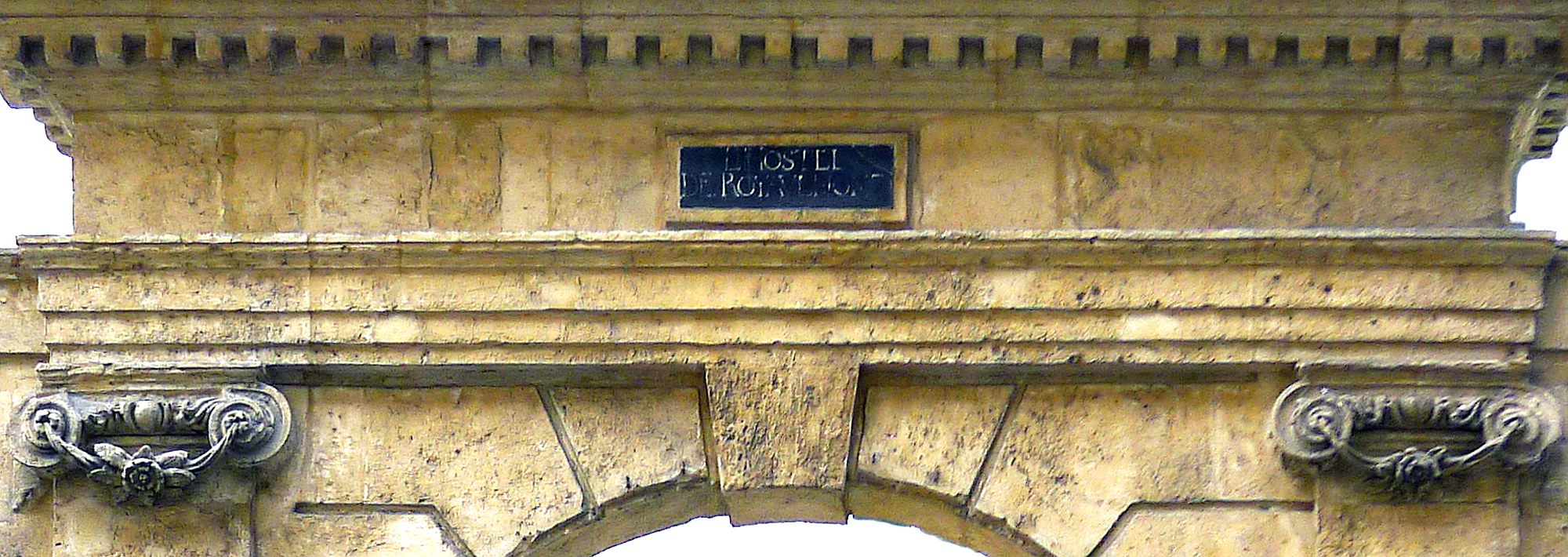
Détail de l'entablement avec le nom de l'hôtel, en partie effacé, gravé dans le cartouche central.